# Землі Німеччини
Земля́ (нім. Land) — адміністративно-територіальна одиниця найвищого рівня у Федеративній Республіці Німеччина. Має статус «держави-члена» (нім. Gliedstaat) федерації.

## Опис
Для того, аби відрізняти від «землі» (у сенсі країна), часто використовується термін Федеральна земля (Bundesland), але в юридичних документах, таких як Конституція ФРН або конституції земель, він не використовується.
Історично на території Німеччини до середини XIX століття існувало багато окремих дрібних держав, протягом століть її географічна карта дуже змінювалась. Землі в їх нинішньому вигляді сформувалися після 1945 року. При цьому частково враховувалися як традиційна спільність земляцтв, так й історично сформовані кордони. Землі, сформовані в американській, британській і французькій зонах окупації, увійшли до складу ФРН; землі у радянській окупаційній зоні утворили Німецьку Демократичну Республіку і втратили статус земель аж до об'єднання Німеччини в 1990.
У конституційному праві Німеччини підкреслюється, що землі не є адміністративними одиницями ФРН (тобто не є похідними від федерації), а навпаки, ФРН є об'єднанням земель. Землі вважаються суб'єктами конституційного права, а також володіють обмеженою міжнародною правосуб'єктністю. Землі несуть «державну відповідальність». Три землі використовують термін вільна держава (Баварія, Саксонія і Тюрингія), однак особливі права в порівнянні з іншими землями з цим не пов'язані.

## Історія
Федералізм має давню традицію в історії Німеччини. Священна Римська імперія складалася з понад 300 дрібних держав, але їх кількість значно зменшилася під час Наполеонівських війн (1796—1814). Після Віденського конгресу 1815 року 39 держав утворили Німецький союз. Цей союз було розпущено після австро-прусської війни 1866 року, коли Пруссія перемогла Австрію та анексувала кілька територій, включаючи Ганновер і Нассау.
1 липня 1867 року Пруссія об'єдналася з іншими північними і центральнонімецькими державами, створивши Північнонімецький союз. Після франко-прусської війни (1870—1871) чотири південні німецькі держави (Баварія, Вюртемберг, Баден і Гессен-Дармштадт) приєдналися до союзу, який було перейменовано на Німецьку імперію. Імперію проголосили у 1871 році, вона включала 25 держав, при цьому Пруссія домінувала як за територією (65 %), так і за населенням (62 %).
Після Першої світової війни та Версальського договору, решта німецьких держав стали республіками у складі нової федерації. Плани щодо перегляду внутрішніх кордонів, зокрема пропозиція Гуго Пройса поділити Німеччину на 14 рівних за розміром держав, зазнали значного спротиву. Лише кілька змін було здійснено, зокрема об'єднання тюринзьких держав у 1920 році та приєднання менших утворень, таких як Пірмонт і Вальдек, до Пруссії. Спроби розділити Пруссію були невдалими через політичні труднощі.
За нацистської влади землі поступово ліквідовувалися через процес Gleichschaltung. Серед помітних змін — об'єднання Мекленбург-Шверіна з Мекленбург-Стреліцом у 1934 році та втрата незалежності Любека відповідно до закону про Великий Гамбург 1937 року.

### Західна Німеччина, 1945—1990
Після Другої світової війни під час окупації Німеччини союзницькими військами були змінені внутрішні кордони. У кожній зоні окупації створили нові землі: Бремен, Гессен, Вюртемберг-Баден і Баварія в американській зоні; Гамбург, Шлезвіг-Гольштейн, Нижня Саксонія і Північний Рейн-Вестфалія в британській; Рейнланд-Пфальц, Баден, Вюртемберг-Гогенцоллерн і Саар у французькій; Мекленбург, Бранденбург, Саксонія, Саксонія-Ангальт і Тюрингія в радянській. Жодна земля не перевищувала 30 % населення чи території Німеччини, щоб запобігти домінуванню, як це було з Пруссією.
Німецькі території на схід від лінії Одер-Нейсе, включаючи Померанію, Східну Пруссію, Сілезію та Позен, потрапили під управління Польщі та СРСР. Понад 8 мільйонів німців були виселені з цих територій, але нові землі там не створювалися, оскільки вони не підпадали під юрисдикцію Західної Німеччини.
У 1948 році західні військові губернатори передали міністрам-президентам так звані Франкфуртські документи, в яких рекомендували перегляд кордонів західнонімецьких земель. Це було закріплено в статті 29 Основного закону ФРН, яка передбачала можливість перегляду меж земель для більшої ефективності.
Після створення ФРН у 1949 році вона складалася з 11 земель, але в 1952 році три південно-західні землі об'єдналися у Баден-Вюртемберг. У 1957 році до складу ФРН увійшов Саар, що довело кількість земель до десяти. Західний Берлін мав особливий статус, перебуваючи під управлінням західних союзників.
Ідеї щодо перегляду кордонів земель обговорювалися з моменту заснування ФРН, але більшість пропозицій залишилися нереалізованими.

### Об'єднана Німеччина, 1990–дотепер
Східна Німеччина спочатку складалася з п'яти земель (Бранденбург, Мекленбург-Передня Померанія, Саксонія, Саксонія-Ангальт і Тюрингія). У 1952 році ці землі були ліквідовані, а Східна Німеччина була поділена на 14 адміністративних округів (Bezirke). Східний Берлін, хоча офіційно мав такий самий статус, як і Західний Берлін, був оголошений столицею і став 15-м округом.
Дебати про територіальний поділ відновилися перед об'єднанням Німеччини. Хоча деякі академіки та політики пропонували скоротити кількість земель до двох-чотирьох, законодавство відновило п'ять земель у східній частині Німеччини. 3 жовтня 1990 року колишній Східний Берлін об'єднався з Західним Берліном, утворивши нову землю. Таким чином, 10 «старих» земель, 5 «нових» та Берлін склали сучасні 16 земель Німеччини.
Після об'єднання Конституцію було змінено: громадяни 16 земель досягли єдності Німеччини через вільне самовизначення, і Конституція ФРН почала діяти на всій території. Стаття 23, яка дозволяла приєднання інших частин Німеччини, була переглянута. Ця стаття раніше використовувалася для реінтеграції Саару в 1957 році. Стаття 118а дала можливість Берліну і Бранденбургу об'єднатися шляхом референдуму, але в 1996 році близько 63 % виборців проголосували проти цього.
Землі можуть укладати міжнародні угоди у своїй сфері компетенції за згодою федерального уряду (стаття 32 Основного закону). Деякі землі, наприклад Баварія, використовують термін «вільна держава» (Freistaat), що історично є синонімом «республіки», але не має юридичного значення. Усі 16 земель представлені у Бундесраті, де їхні голоси залежать від чисельності населення.

## Політика
Німеччина є федеральною, парламентською, представницькою демократією. Її політична система базується на Основному законі (Grundgesetz) 1949 року. Автори обрали термін «Основний закон» замість «конституція», щоб вказати, що його буде замінено повноцінною конституцією після об'єднання Німеччини.
Зміни до Основного закону зазвичай вимагають двох третин голосів обох палат парламенту, але основні принципи — гідність людини, поділ влади, федералізм і верховенство права — залишаються незмінними. Незважаючи на початкові наміри, Основний закон залишився чинним після возз'єднання Німеччини у 1990 році, зазнавши лише незначних змін.

### Уряд
Федеральна конституція передбачає, що структура уряду кожної федеральної землі повинна відповідати принципам республіканського, демократичного і соціального управління, заснованого на верховенстві права (стаття 28). Більшість земель мають кабінет міністрів на чолі з міністр-президентом, разом з однопалатним законодавчим органом, відомим як ландтаг. Землі є парламентськими республіками, де законодавча влада обирається народом на чотири або п'ять років, залежно від землі, після чого міністр-президент обирається більшістю голосів членів ландтагу. Міністр-президент зазвичай очолює найбільшу партію коаліції і призначає кабінет для управління державними органами та виконання виконавчих функцій. Як і в інших парламентських системах, ландтаг може усунути міністр-президента через вотум недовіри.
Уряди Берліна, Бремена і Гамбурга називаються сенатами. Вільні держави Баварія і Саксонія мають «державний уряд» (Staatsregierung), тоді як інші землі — «земельний уряд» (Landesregierung). До 1 січня 2000 року Баварія мала двопалатний парламент з ландтагом та сенатом, який складався з представників основних соціальних та економічних груп землі, але сенат був скасований після референдуму 1998 року.
Берлін, Бремен і Гамбург мають дещо іншу систему управління. Виконавча влада в цих містах складається із сенату з приблизно восьми осіб, яких обирає парламент землі. Вони виконують обов'язки, аналогічні міністрам в інших землях. Голова сенату — Сенатспрезидент, також відомий як бургомістр у Бремені, перший бургомістр у Гамбурзі та керуючий бургомістр у Берліні. Парламент Берліна називається Палата представників, а парламенти Бремена і Гамбурга — Bürgerschaft. Парламенти в решті 13 земель відомі як ландтаг.

## Таблиця
| №п/п | Земля                                     | Площа (км²) | Населення 31 грудня 2007 | Центр       | Склад                             | Головні історичні попередники                                                                          |
| ---- | ----------------------------------------- | ----------- | ------------------------ | ----------- | --------------------------------- | --- |
| 1    | Баден-Вюртемберг                          | 35 751      | 10 749 755               | Штутгарт    | 35 районів та 9 вільних міст      | Велике герцогство Баденське Вюртемберзьке королівство                                                  |
| 2    | Баварія (Вільна країна Баварія)           | 70 552      | 12 520 332               | Мюнхен      | 71 район та 25 вільних міст       | Баварське королівство                                                                                  |
| 3    | Берлін                                    | 891         | 3 416 255                | Берлін      | 12 урядових округів               | |
| 4    | Бранденбург                               | 29 480      | 2 535 737                | Потсдам     | 14 районів та 4 вільних міста     | Бранденбурзьке маркграфство                                                                            |
| 5    | Бремен (Вільне ганзейське місто Бремен)   | 404         | 663 082                  | Бремен      | 2 вільних міста                   | |
| 6    | Гамбург (Вільне ганзейське місто Гамбург) | 755         | 1 770 629                | Гамбург     | 7 урядових округів                | |
| 7    | Гессен                                    | 21 115      | 6 072 555                | Вісбаден    | 21 район та 5 вільних міст        | Велике герцогство Гессенське Гессенське курфюрство Нассауське герцогство                               |
| 8    | Мекленбург-Передня Померанія              | 23 185      | 1 679 682                | Шверін      | 12 районів та 6 вільних міст      | Велике герцогство Мекленбург-Шверінське Велике герцогство Мекленбург-Стреліцьке Померанське герцогство |
| 9    | Нижня Саксонія                            | 47 625      | 7 971 684                | Ганновер    | 38 районів та 8 вільних міст      | Ганноверське королівство Велике герцогство Ольденбурзьке                                               |
| 10   | Північний Рейн-Вестфалія                  | 34 086      | 17 996 621               | Дюссельдорф | 31 район та 23 вільних міста      | Берзьке герцогство Кельнське курфюрство Мюнстерське єпископство                                        |
| 11   | Рейнланд-Пфальц                           | 19 853      | 4 045 643                | Майнц       | 24 райони та 12 вільних міст      | Майнцьке курфюрство Курпфальц                                                                          |
| 12   | Саар                                      | 2 569       | 1 036 598                | Саарбрюкен  | 6 районів                         | Саарбрюккенське графство                                                                               |
| 13   | Саксонія (Вільна держава Саксонія)        | 18 418      | 4 220 200                | Дрезден     | 10 районів та 3 вільних міста     | Саксонське королівство                                                                                 |
| 14   | Саксонія-Ангальт                          | 20 447      | 2 412 472                | Магдебург   | 11 районів та 3 вільних міста     | Магдебурзьке герцогство Ангальтське герцогство                                                         |
| 15   | Шлезвіг-Гольштейн                         | 15 799      | 2 837 373                | Кіль        | 11 сільських та 4 міських округів | Шлезвізьке герцогство Гольштейнське герцогство                                                         |
| 16   | Тюрингія (Вільна країна Тюрингія)         | 16 172      | 2 289 219                | Ерфурт      | 17 сільських та 6 міських округів | Тюринзьке герцогство                                                                                   |
|      | Разом ФРН                                 | 357 104     | 82 217 837               | Берлін      | 16 федеральних земель             | Веймарська республіка                                                                                  |